# 漁類統營處西流江漁民子弟學校
漁類統營處西流江漁民子弟學校是香港昔日一所學校，位於新界東北部的沙頭角西流江村。
西流江曾是漁民聚居地，六十年代初在西流江寄碇的艇有五十隻左右，漁民人數有五百餘人，唯彼子弟失學，父老遂籌募了1500元請政府興建學校收容並教育他們。1960年9月，教育司署接獲申請補助經費，1961年批出，同年底校舍著手興建。校舍1962年8月落成，10月開始上課。同年12月18日，在矮崗上興建的西流江漁民子弟學校開幕，建築費約35000元及設備費3000元由魚類統營處及教育司署各出一半，屬鄉村式學校，有兩個課室，上下午合共可收容180名學生。開幕典禮由香港合作事業及漁業管理處處長陶建伉儷主持，漁政司柯察、美國經援協會香港分會主席羅斯、該校校長謝丹楓等出席。教員四名。該校是魚類統營處在沙頭角區開辦的第三間漁民子弟學校，另外全港共有11間漁民小弟學校。
該校已於1988年起停辦。該校由香港魚類統營處設立，目的是要讓居於附近的漁民能有一個學習機會，男女學習機會均等，因此對當地漁民有重要歷史價值。該校以平房式建成，有小量課室。現已荒廢，與沙頭角中心小學合併。